# Dorsalextension
Der Begriff Dorsalextension (Synonym: Dorsalflexion) steht für:
- die Bewegung im Handgelenk in Richtung Handrücken (Gegenteil: Palmarflexion), siehe Handgelenk #Proximales Handwurzelgelenk
- die Bewegung des Fußes im Sprunggelenk in Richtung Fußrücken (Gegenteil: Plantarflexion)
- die Bewegung der Zehen nach oben (Gegenteil: Plantarflexion)

Die Rückwärtsbeugung in der Wirbelsäule wird korrekt als Reklination bezeichnet.